# Arsenale militare marittimo di Messina
L’Arsenale militare marittimo di Messina è stato un arsenale della Regia Marina e oggi è un moderno complesso industriale che opera nel settore della cantieristica navale.

## Storia
Le origini del complesso risalgono all'unità d'Italia, quando con l'avvento delle navi in ferro con propulsione a vapore, il comune di Messina incaricò il genio civile di provvedere alla costruzione di un bacino di carenaggio in muratura. I lavori ebbero inizio nel 1869, ma il comune di Messina, non avendo la possibilità di gestire il funzionamento del bacino appaltò il suo esercizio a varie imprese private.

Dragamine Classe Salmone ormeggiati a Messina

Nel 1924 la gestione passò ad un consorzio cittadino, per poi passare nel 1932 alle dirette dipendenze della Regia Marina che provvide a rimodernare le attrezzature e ad arricchire il comprensorio con nuovi edifici ed officine per la riparazione delle navi. Nel corso della seconda guerra mondiale nell'arsenale avevano la loro base gli incrociatori pesanti della III Divisione con la scorta dei cacciatorpediniere della XI Squadriglia Cacciatorpediniere e le torpediniere della I e II Flottiglia, i MAS della II Flottiglia, i dragamine della II Squadriglia e alcune unità ausiliarie dipartimentali del Comando Militare Marittimo della "Sicilia".

### Nel dopoguerra

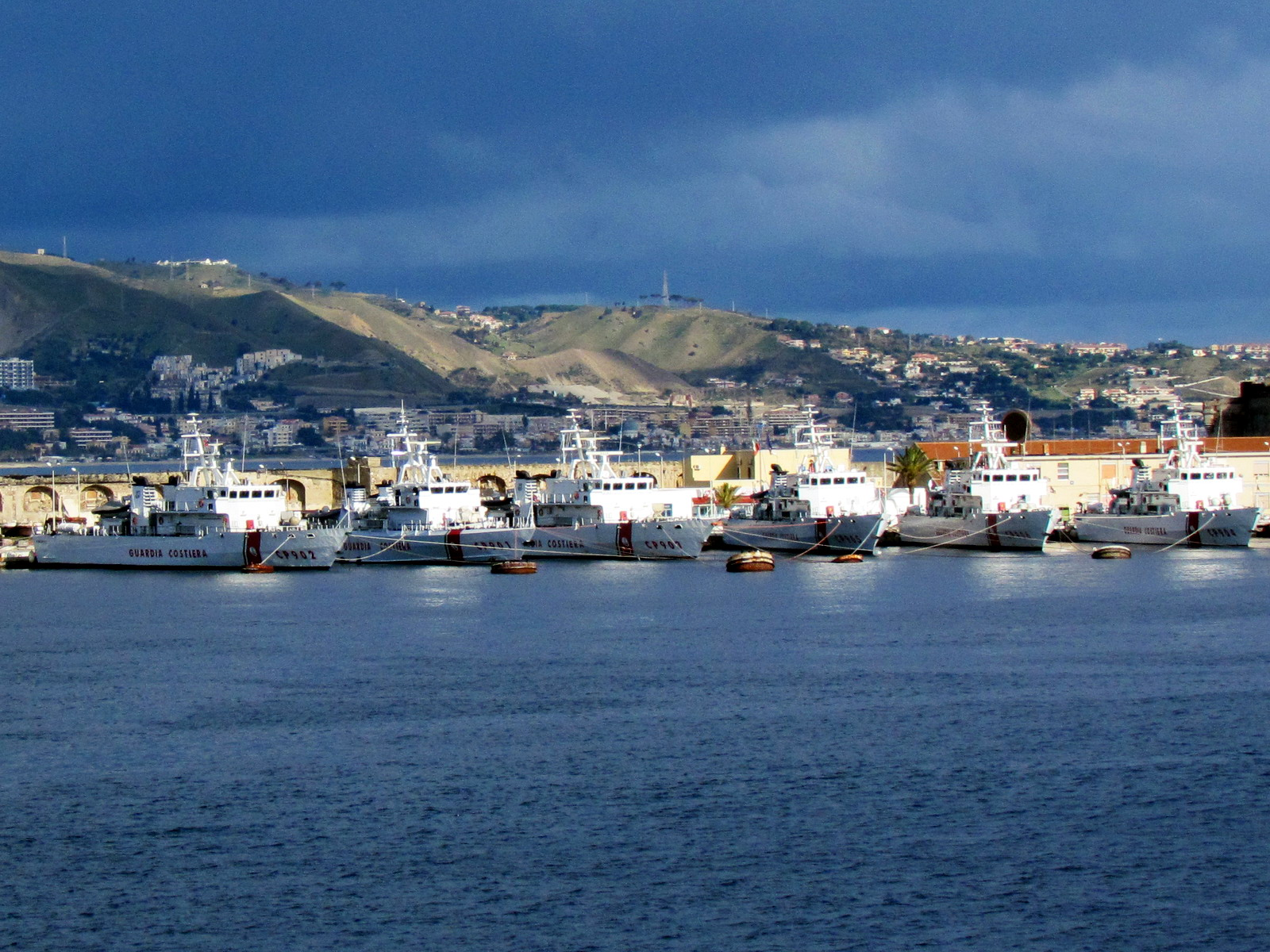
Pattugliatori classe "Diciotti" ormeggiati a Messina

Nel dopoguerra l'arsenale è stato una delle basi della Marina Militare essendo la base operativa del II Gruppo Dragamine con i dragamine costieri della Classe Legni della 53 Squadriglia, i dragamine d'altura della Classe Salmone della 61 Squadriglia, che nell'ultima fase della loro vita operativa hanno operato come pattugliatori d'altura e tra il 1967 e il 1978 i dragamine litoranei classe Aragosta della 74 Squadriglia, oltre a varie unità ausiliari dipartimentali.
L'arsenale è stato anche sede di “MARISICILIA”, il Comando Militare Marittimo della Sicilia fino al 1º novembre 2002 quando il Comando Militare Marittimo autonomo della Sicilia è stato trasferito nella base di Augusta.
Attualmente l'arsenale è la sede del Reparto Supporto Navale Guardia Costiera costituito in seguito al Decreto Dirigenziale nº 1 del 5 gennaio 2004 del Comando Generale del Corpo delle Capitanerie di porto è stato costituito, nell'ambito della Capitaneria di Porto di Catania, con compiti di supporto amministrativo-logistico degli equipaggi delle unità navali ivi destinate, mantenimento in efficienza delle unità navali e gestione degli immobili, già facenti parte della Base Navale della Marina Militare, in uso al Comando Generale del Corpo delle Capitanerie di porto. Con lo stesso Decreto, è stata inoltre costituita la 6ª Squadriglia Guardia Costiera, con sede a Messina, alle dipendenze della Capitaneria di porto di Catania alla quale sono state assegnate le unità navali della Classe Saettia e altre motovedette della Guardia Costiera. Ultimamente la componente Navale del Corpo delle Capitanerie si è dotata di unità navali maggiori del tipo Supply Vessel della Classe Dattilo e di Nave "Gregoretti" con capacità operative ed autonomia idonee ad operazioni a lungo raggio.
L'Arsenale è inoltre la base operativa di alcuni pattugliatori della Guardia di Finanza.

### Il complesso industriale
Nel 2001 la gestione dello stabilimento è stata trasferita all'Agenzia industrie difesa che ha esteso le attività di manutenzione, riparazione e modifiche, oltre che al naviglio militare anche a quello civile ed alla nautica da diporto.
L'Arsenale è destinato a divenire il Centro di eccellenza per la “demilitarizzazione e lo smaltimento” delle unità navali dell'Alleanza Atlantica fino a duemila tonnellate. Il progetto ha come partner la NATO Maintenance and Supply Agency (NAMSA), l'agenzia logistica dell'Alleanza. Per rendere pienamente operativo il progetto sarà necessario realizzare gli “impianti per garantire la sicurezza ambientale” e le “aree per l'accumulo di materiali da smaltire”, con fondi militari e sotto l'egida dell'Agenzia Industria e Difesa. Nella struttura verranno inviate, da tutti gli Stati che fanno parte della NATO, quelle unità navali che vanno distrutte e di cui alcuni strumenti andranno riconvertiti ad uso civile". Successivamente, l'Arsenale di Messina potrebbe occuparsi della “demilitarizzazione” dei carri armati alleati, del “recupero” dei motori e della loro “conversione in sistemi eolici”. Secondo l'accordo fra l'AID e la NAMSA, le navi militari dell'Alleanza dovrebbero essere smontate nel bacino di Messina per utilizzarne i pezzi di ricambio nell'industria energetica.
Tra le più importanti commesse recentemente acquisite dall'Arsenale di Messina i lavori di revisione e di rimodulazione delle quattro motovedette 200/S in dotazione alla Guardia Costiera, che l'Italia ha ceduto a Panama, per la sorveglianza delle coste panamensi e per il contrasto alla criminalità organizzata e al narcotraffico, nell'ambito di un accordo di cooperazione tra i due stati firmato il 30 giugno 2010. I lavori, effettuati dalle maestranze qualificate dello stabilimento, per riconvertire tali unità navali in imbarcazioni adatte alla navigazione nel Canale di Panamà, sono cominciati nell'aprile 2011 e al termine dei lavori le quattro imbarcazioni, destinate al Servicio Nacional Aeronaval, partite da Messina all'inizio di maggio 2012 sono giunte a Panamá alla fine dello stesso mese.

## Strutture
Il complesso si estende su una superficie di circa 55.000 mq di cui 24.000 coperti per ospitare officine, magazzini e uffici. Il cantiere dispone di circa 300 m di banchine di ormeggio, di un bacino in muratura lungo 150 metri con una larghezza massima di 24,80 e di un bacino galleggiante con una spinta di 850 tonnellate per alaggi di navi fino a 70 metri di lunghezza. Il cantiere dispone di tre gru a braccio con portata fino a 40 tonnellate il cui raggio di azione serve ogni zona dello stabilimento e per ogni Reparto di lavorazione sono disponibili carroponti fino a 20 tonnellate cadauno per tutta la superficie coperta.
Lo stabilimento dispone di un banco prova per motori fino a 3000 H.P., che assicura la possibilità di effettuare test e rilievi strumentali sui motori revisionati e un banco prova, computerizzato per pompe e iniettori, che dà la possibilità di eseguire tarature e regolazioni.
Nello stabilimento vengono effettuate revisioni di apparecchiatura elettromeccaniche, pneumatiche, oleodinamiche, di sistemi di propulsione tradizionale e a passo variabile, di impianti timone ed eliche direzionali ed inoltre viene effettuata la manutenzione di motori termici principali e diesel-alternatori.
Nel reparto meccanica viene effettuata la produzione e riproduzione di parti meccaniche in metalli e leghe speciali e accoppiamenti meccanici di precisione ed inoltre, è possibile effettuare riporti, rettifiche e lucidature, il bilanciamento di organi rotanti fino a 1000 Kg e controlli di linearità su alberi portaelica fino a 12 m di lunghezza.
Nello stabilimento viene inoltre effettuata la manutenzione di impianti elettrici di bordo in corrente continua e alternata, la revisione di quadri e sottoquadri, avviatori, motori elettrici e trattamenti di ricarica accumulatori, la revisione di impianti di automazione con la possibilità di provare al banco le schede elettroniche, simulando il loro funzionamento a bordo e rilevando i parametri di uscita ed inoltre la revisione di strumenti di navigazione e la revisione di apparecchiature radio e antenne.